# Blanksvart spiklav
Blanksvart spiklav (Calicium denigratum) är en lavart som först beskrevs av Vain., och fick sitt nu gällande namn av Tibell. Blanksvart spiklav ingår i släktet Calicium och familjen Physciaceae.  Arten är reproducerande i Sverige. Inga underarter finns listade i Catalogue of Life.